# جوایز تو موندو
جوایز تو موندو (اسپانیایی: Premios Tu Mundo‎) که به اسپانیایی به معنی «جوایز دنیای تو» است؛ نام جوایزی است که همه‌ساله توسط شبکهٔ تلویزیونی آمریکایی «تلموندو» به برترین دستاوردهای هیسپانیک‌ها و اسپانیایی‌زبان‌های آمریکای جنوبی و آمریکای مرکزی در زمینهٔ سینما، تلویزیون، موسیقی، مُد و ورزش اهدا می‌شود. این جوایز سال ۲۰۱۲ میلادی برپا شده است.